# Frank Binke
Frank Binke (* 7. August 1968 in Görlitz) ist ein Musiker. Er ist Mitglied in verschiedenen Bands und seit vielen Jahren beteiligt an zahlreichen Studiomusikproduktionen.

## Leben und Wirken
Binke ist der älteste von vier Söhnen einer Kinderkrippenerzieherin und eines Schmieds. Schon früh entdeckte er seine Begeisterung für die Musik. Im Alter von 14 Jahren begann er seine Instrumentalausbildung am Bass an der Musikschule Görlitz, die er bis 1987 absolvierte; anschließend zog er nach Ost-Berlin.
Dort wurde er 1988  erstmals als Bassist Mitglied der professionellen Band Cobra. Cobra hatte mit Kleeblatt Nr. 22 bereits eine erfolgreiche LP veröffentlicht und war im Fernsehen der DDR aufgetreten. Als die Heavy-Metal-Band dem ostdeutschen Musik-Label Amiga im Zuge der weiteren Verhandlungen um einen Plattenvertrag jedoch englischsprachige Songs vorlegte, zog dieses sich zurück mit der Begründung: „Das ist Musik, die man der DDR-Jugend nicht zumuten kann.“ Fernsehauftritte und Rundfunk-Einsätze waren fortan für die Band nicht mehr vorgesehen. Lediglich in der DT64-Sendung Tendenz Hard bis Heavy fanden ihre Songs noch Anklang. Die Flucht aus der DDR verschiedener Bandmitglieder im Folgejahr besiegelte um 1989 das Ende der Band Cobra.
Seit dem Mauerfall arbeitet Binke als Studio- und Live-Musiker, hat zu diversen Albumproduktionen am Bass beigetragen sowie weltweite Tourneen verschiedener Künstler als Bandmitglied begleitet. Dazu zählen internationale Acts wie die US-amerikanische Hard-Rock-Band Kingdom Come (Bandmitglied von 2000 bis 2001 und 2006) oder das Orchester The L.A. String Theory gleichermaßen wie nationale Künstler unterschiedlicher musikalischer Stilrichtungen, z. B. Tigerskin, MIA, Sandow, Echobox oder Georg auf Lieder.

## Nominierungen und Preise
Binke war als Bassist und Teil des Orchesters The L.A. String Theory mit dem Projekt Sekou Andrews & The String Theory für die Grammy Awards 2020 in der Kategorie „Best Spoken World Album“ nominiert. Im selben Jahr gewannen Sekou Andrews & The String Theory bei den 18th Annual Independent Music Awards in den Kategorien „Best Spoken Word Album“ sowie „Best Spoken Word Song“.

## Diskografie (Auswahl)
- Echobox – Suddenly… Nothing happened (Freiraum; 2002)
- Hashimoto – Monzen II (Selfpublishing; 2003)
- MIA – Zirkus (Columbia; 2006)
- Kingdom Come – Ain’t crying for the moon (Frontiers Records; 2006)
- Sandow – Klong: Gefährten der Liebe (Dunefish; 2007)
- Kingdom Come – Magnified (CD-Maximum; 2009)
- Kingdom Come – Rendered Waters (Steamhammer; 2011)
- Georg auf Lieder – Alexanderplatz (Polydor; 2014)
- Tigerskin & Jack Jenson – Your Eyes (Exploited Ghetto; 2019)

- The String Theory – The Los Angeles Suite (Project C, 2020)
- Sekou Andrews, The String Theory – Sekou Andrews & The String Theory (Busy Bee Productions; 2020)